# Marijke van Warmerdam
Marijke van Warmerdam (* 12. März 1959 in Nieuwer-Amstel in der Provinz Nordholland) ist eine niederländische Videokünstlerin und Professorin.

## Leben und Werk
Marijke van Warmerdam lebt und arbeitet in Amsterdam und Karlsruhe. Sie ist Professorin an der Staatlichen Akademie der Bildenden Künste Karlsruhe.
Medien, mit denen sie arbeitet, sind Fotografie, Skulptur, Installation und Malerei. International bekannt ist Marijke van Warmerdam seit den 1990ern mit Film Loops. Die 16-mm und 35-mm-Filme haben Alltägliches zum Thema. Häufig sind die Filme bewegte, sich nach kurzer Zeit wiederholende Bilder ohne Ton, die eine hypnotische Wirkung haben können Bekannte Werke sind „Handstand“ (1992), „Skytypers“ (1997), „Le retour du chapeau“ (1998) und „In the distance“ (2010).

## Ausstellungen (Auswahl)

### Einzelausstellungen
- 2017 Light, RLWindow, Ryan Lee Gallery, New York
- 2017 Overlap, Galleri Riis, Oslo
- 2014 Licht und Lösung, Staatliche Akademie der Bildenden Künste, Karlsruhe
- 2014 Marijke van Warmerdam-Nahebei in der Ferne Kunsthalle Düsseldorf, Düsseldorf
- 2014 Time is ticking Eremitage / Transformer Hall, Sankt Petersburg[3]
- 2011 Close by in the distance Museum Boijmans Van Beuningen Kurator Jan Debbaut, Rotterdam[4]
- 2006 First drop Fruitmarket Gallery, Edinburgh[5]
- 2005 Sikt Museum for modern Art, Oslo
- 2004 Prospect Stedelijk Museum voor Actuele Kunst, Gent[6]
- 2000 It crossed my mind Kunsthalle Nürnberg
- 1998 Projektraum Museum Ludwig, Köln
- 1997 JCJ Vanderheyden / Marijke van Warmerdam Galerie van Gelder, Amsterdam
- 1996 Marijke van Warmerdam Wiener Secession, Wien[7]

### Gruppenausstellungen
- 2022 Then, now, and then ZKM, Karlsruhe
- 2015 La La La Human Steps Museum Boijmans van Beuningen, Rotterdam
- 2014 Expositions Monographiques Musée d’art moderne et contemporain (Genf), Genf
- 2013 Horizonnen Fries Museum, Leeuwarden
- 2012 Close by in the distance Museu Serralves, Porto
- 2011 Walking through... Musée d’Art Moderne Grand-Duc Jean, Luxemburg
- 2010 Bild für Bild / Film und Zeitgenössische Kunst – aus der Sammlung des Centre Pompidou Museum Ostwall / Dortmunder U Dortmund
- 2007 Deutsche Kunst von der Romantik bis zur Gegenwart Städtische Galerie Karlsruhe, Karlsruhe
- 2006 Höhepunkte der KunstFilmBiennale Köln Kunst-Werke Berlin, Berlin
- 2005 Wings of Art – Motiv Flugzeug Ludwig Forum für Internationale Kunst, Aachen
- 2004 The Ten Commandments Deutsches Hygiene-Museum, Dresden
- 2003 New Acquisitions Centre Georges Pompidou, Paris, France
- 2002 Iconoclash ZKM, Karlsruhe
- 2001 The Beauty of Intimacy. Lens and Paper Staatliche Kunsthalle Baden-Baden, Baden-Baden
- 2001 Loop MoMA PS1, New York
- 2000 In Between Expo 2000 Hannover
- 1997 documenta X, Kassel
- 1997 Enkel, dubbel, dwars Van Abbemuseum, Eindhoven
- 1997 JCJ Vanderheyden / Marijke van Warmerdam, Galerie van Gelder, Amsterdam
- 1995 Biennale di Venezia mit Marlene Dumas und Maria Roosen, Venedig
- 1994 Caravanserail: Exhibition in progress W139, Amsterdam[8]

## Auszeichnung
- 2004 David Roëll Prize